# (5682) Beresford
(5682) Beresford (1990 TB) – planetoida z grupy przecinających orbitę Marsa okrążająca Słońce w ciągu 3,48 lat w średniej odległości 2,3 j.a. Odkryta 9 października 1990 roku.